# 玉山綜合證券
玉山綜合證券（簡稱玉山證券、玉證）是台灣的證券公司，屬於玉山金控的子公司，現有16間分公司、7處設於玉山銀行的證券櫃檯。

## 歷史
玉山證券於2000年11月20日開始營業，最初資本額為新台幣12億元，為玉山商業銀行的子公司，在當時為民營銀行中第一個不以併購方式進入證券業務的銀行。
2002年1月28日與玉山商業銀行及玉山票券金融公司共同以股份轉換方式成立玉山金融控股公司。
2003年6月30日成立子公司玉山證券投資顧問，同時以新台幣3.55億元併入永利證券，增加十個營業據點。

## 營業據點

### 總公司
- 經紀本部：臺北市松山區民生東路三段156號2樓
- 國際證券業務分公司：臺北市松山區民生東路三段156號6樓

### 分公司
臺北市
- 景美分公司：臺北市文山區
- 士林分公司：臺北市士林區
- 南東分公司：臺北市松山區
- 城中分公司：臺北市中正區
- 數位分公司：臺北市中正區（無實體服務）

新北市
- 雙和分公司：新北市永和區
- 板橋分公司：新北市板橋區
- 新莊分公司：新北市新莊區

桃園市
- 桃園分公司：桃園市桃園區

新竹
- 新竹分公司：新竹市東區

臺中市
- 台中分公司：臺中市西屯區
- 大里分公司：臺中市大里區

嘉義
- 嘉義分公司：嘉義市西區

臺南市
- 台南分公司：臺南市東區

高雄市
- 高雄分公司：高雄市三民區
- 左營分公司：高雄市左營區

### 證券櫃檯
北部
- 內湖分行：臺北市內湖區
- 三和分行：新北市三重區
- 基隆分行：基隆市中正區
- 中原分行：桃園市中壢區

中部
- 彰化分行：彰化縣彰化市

東部
- 羅東分行：宜蘭縣羅東鎮
- 花蓮分行：花蓮縣花蓮市

## 外部連結
- 玉山綜合證券 （页面存档备份，存于）